# Claude François

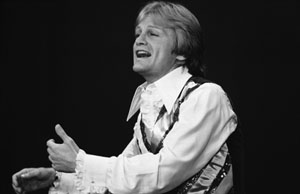
Claude François roku 1976

Claude François (1. února 1939 – 11. března 1978) byl francouzský zpěvák, hudební skladatel a tanečník. Jeho nejslavnějším dílem je píseň Comme d'habitude, již složil roku 1967, a kterou později proslavil v anglické coververzi Frank Sinatra pod názvem My way.

## Biografie
Narodil se v egyptské Ismailii italské matce a francouzskému otci. Během Suezské krize roku 1956 rodina přesídlila do Monaka. Pěvecky začínal jako hotelový zpěvák na francouzské riviéře, jeho kariéra však odstartovala především poté, co se odstěhoval do Paříže. Zde uváděl do francouzského kulturního okruhu řadu vlivů anglosaské hudby (twist, rock), což mu v 60. letech přineslo mimořádnou popularitu zejména mezi mládeží, které vyhovoval i jeho dynamický pohyb po jevišti. Byl někdy nazýván též francouzským Elvisem Presleym. Proslul především coververzemi amerických hitů. V 70. letech plynule přešel od rock'n'rollu k nastupujícímu disco stylu. V této éře si získal rovněž kredit pořádáním charitativních koncertů. V roce 1975 jen tak tak unikl smrti při bombovém útoku teroristické organizace IRA v Londýně, za rok poté čelil pokusu o vraždu, když na něj vystřelil neznámý muž při vystupování z auta. I tentokrát však vyvázl. Přesto zemřel záhy, roku 1978, opět za podivných okolností: při koupeli ve vaně se pokoušel opravit zlobící svítidlo na stěně a zabil ho elektrický proud. Smrt populárního umělce v 39 letech Francii silně zasáhla a vzbudila vlnu zájmu o jeho dílo. I proto roku 2005 skončil v anketě Největší Francouz na 36. místě.